# Sidi Bouzineb
Sidi Bouzineb (franska: Sidi Bouzineb (CR), Sidi Bouzineb (Commune Rurale), arabiska: سيدي بوزينب) är en kommun i Marocko.   Den ligger i provinsen Al Hoceïma och regionen Tanger-Tétouan-Al Hoceïma, i den nordöstra delen av landet, 270 km öster om huvudstaden Rabat. Antalet invånare är 4 888.